# Ayane (Dead or Alive)
Ayane (あ や ね) es un personaje de la serie de videojuegos de lucha Dead or Alive, ha aparecido en todas las entregas de la saga a partir de Dead or Alive 1. Además según la historia del juego fue la ganadora del torneo Dead or Alive 3.
Debutó como un personaje oculto en el PlayStation versión del juego de lucha Dead or Alive en 1998, y ha aparecido en todas sus secuelas y spin-offs hasta ahora, incluyendo como la protagonista de Dead or Alive 3. En los juegos, Ayane es una maestra adolescente de Ninjutsu. 
Se caracteriza por su compleja relación con su media hermana Kasumi, el personaje principal de la serie Dead or Alive. También se destaca como un personaje secundario recurrente en la serie Ninja Gaiden desde su renacimiento en 2004 y ha hecho varias apariciones como invitado en otros juegos, en particular en la franquicia extendida de Dynasty Warriors.

## Historia

### DOA 2
La relación de Ayane con las artes marciales se remonta hasta antes de su nacimiento. El líder del clan Ninja Mugen Teshin, que regía quince años antes del torneo Dead or Alive, era Raidou un hombre con increíble poder de Ninjutsu, pero al mismo tiempo vil y cruel que violó a Ayame, una joven del clan que, como resultado de ese acto nació ella. Su madre, quién sintió una gran deshonra por lo sucedido, decidió abandonarla, la cual fue adoptada por Genra, un anciano de muy buen corazón quién era el antiguo maestro del Clan. Sin conocer quienes eran verdaderamente sus padres, Ayane creció feliz junto a Genra, conviviendo con las demás personas del clan y aprendiendo Ninjutsu, Ayane también era muy amiga de Kasumi quién, al igual que ella, no sabía que eran medias hermanas. El tiempo pasó hasta que un día Kasumi invitó a Ayane a su casa, ahí Ayame confesó a la familia que, después de casarse con Shiden, y ser madre de Hayate y de Kasumi fue violada por Raidou y que, debido a esto, había nacido Ayane, entonces Kasumi se enteró de que tenía una media hermana, hija de otro hombre y Ayane entendió que no era más que la hija ilegítima de la esposa del jefe del clan, por lo que decidió apartarse de por vida de Kasumi, tanto que, en poco tiempo, llegó a odiarla; inspirándose en el dolor que sentía de saber como había sido rechazada, Ayane desarrolló una excelente capacidad de combate mientras fue creciendo. Tiempo después, el nuevo líder del clan, Hayate, desapareció por extrañas razones y Kasumi, en vez de ocupar su lugar, huyó para encontrarlo, así que Ayane se dispuso a asesinarla debido a que ella quería ocupar el puesto de líder que Kasumi rechazo y no podía debido a que no era la heredera a ese lugar; apoyada por Genra, decidió buscarla en el segundo torneo Dead Or Alive, donde sabía que ambos se encontraban. En el torneo, Ayane encontró a Helena, una mujer quién la acusó de ser la asesina de su madre; Ayane, simplemente se limitó a decirle que tal vez si o que tal vez no, en tono burlón, por lo que inició un combate entre ambas en el cual Helena derrotó a Ayane. Más tarde, se topó con su mayor enemiga y a quien, por tanto tiempo, la buscaba: Kasumi. Ayane le dijo que llegó donde se encontraba la "pequeña princesa", refiriéndose a ella de forma despectiva; ellas se enfrentaron en una batalla que dio por ganadora a Kasumi. Por último, enfrentó a Hayate diciéndole que si podía recordarla, pero que este, no era más que el clon del verdadero Hayate (Ein), Ayane lo negó con la cabeza sintiéndose entristecida, ya que siempre lo había admirado, luego de que ambos lucharan, ella lo derrotó, no logró cumplir su cometido y volvió a la aldea.

### DOA 3
Luego de un tiempo de tranquilidad, Genra, el padre adoptivo de Ayane y líder del estilo Hajin Mon desapareció, Ayane comenzó su búsqueda; esta se enteró de que su padre fue capturado por Víctor Donovan y su organización llamada DOATEC para convertirlo en un superhombre conocido como Omega y que lo usarían como prueba en el tercer torneo Dead or Alive. Al ver en lo que se convirtió su querido padre adoptivo, Ayane se dio cuenta de que su destino era aliviar su sufrimiento y liberarlo de ese terrible estado, por lo que decidió participar nuevamente en el torneo. En este, volvió a verse las caras con Kasumi, su hermanastra a quién la consideraba como una Shinobi fugitiva; ante esto, Kasumi respondió diciendo que vería a su hermano Hayate, pero Ayane aducía que ese lugar lo ocuparía ella y, en una lucha entre ambas, esta la derrotó. Ya para las finales, halló a Hayate que le dijo que se alejara, que él era el jefe del clan, por lo que su nueva misión era acabar con Omega; al escuchar esto, Ayane le pidió que entendiera que ella quería ser la que acabara con el sufrimiento de su padre, pero Hayate no lo aceptó y, a causa de esto, ellos se confrontaron en una pelea que finalizó con Ayane como triunfadora. Después de derrotar a Hayate, se encontró con Omega (Genra, su progenitor), y le dijo que lo que iba a hacer era por él: destruirlo y liberarlo de ese cuerpo; así, Ayane derrotó a su padre, acabando con el dolor que sentía por ser Omega.

### DOA 4
En el 4.º torneo Dead or Alive, los Ninjas se aliaron para destruir a la empresa de creación de super hombres DOATEC, y Ayane se unió a ellos con el fin de vengar el motivo por el que tuvo que matar a su padre Genra. En el torneo, intervino en el momento en que su hermanastra y enemiga Kasumi convencia a Hayate de que regrese a su villa y olvidarse de la guerra con DOATEC; Ayane continuo llamándola traicionera después de que, en anteriores ediciones, esta haya abandonado la aldea, Ayane le pidió a Hayate que prosiguiera con los planes mientras ella detendría a Kasumi, cosa que no logró tras ser derrotada en una pelea. En las finales, se topó con Christie, quién retó tanto a Ayane o a Ryu Hayabusa a pelear, siendo ella quien tomó la palabra por voluntad propia para que Hayabusa tuviera tiempo de encontrar a Hayate, ya que este se extravió. Terminado el combate en el que triunfo contra Christie, fue en busca de Hayate, pero este la encontró donde estaba Alpha 152, una clonación genética de Kasumi y la defendió de un ataque de esta por lo que quedó noqueado; así que, estaba en Ayane la responsabilidad de derrotar a Alpha 152, cosa que no logró. Al final, cuando la corporación se estaba destruyendo, Ayane realizó un hechizo provocando una explosión que acabó con parte del edificio de DOATEC, la organización que le había quitado a su padre.

## Recepción
Desde su presentación, Ayane sigue siendo una cara popular de la serie junto a su media hermana mayor. Ayane fue descrita como un favorito de los fans por GMR en 2003, y fue llamada "favorita Ninja cabello púrpura de todos" por GameAxis en 2006. En 2012, Angelo M. D'Argenio de Cheat Code Central, puso a Ayane entre los diez mejores personajes ocultos en los juegos de lucha, señaló que "ahora es uno de los personajes principales de ambas series, y parece que se vuelve más popular cada día." En cuanto a las preferencias de los jugadores de multijugador en línea de Dead or Alive, La revista oficial de Xbox escribió en 2005: "De todas las estadísticas y cifras, una de las más inusuales es una clasificación para los personajes más populares de América, Asia y el resto del mundo. En este momento, Ayane es el personaje más popular entre utilizar por un largo camino". En la encuesta de QMI Agency de 2012 para el título del Campeón del Juego de Pelea Ultimate, Ayane fue el único personaje de DOA en hacer la segunda ronda, cuando derrotó a Morrigan Aensland antes de perder ante Scorpion, el ganador del título. Fue votada como el tercer personaje femenino más popular de la serie DOA en Japón en la encuesta del editor Koei Tecmo en 2014, colocando cuarto en otro voto popular en 2015.
Junto con su hermana Kasumi, ha sido una de las personajes más populares de la DOA en cosplay desde los primeros años de la serie. Ayane se convirtió en un personaje popular entre la audiencia de ambos géneros por varias razones. La modelo y actriz Jaime Bergman eligió el "rápido y audaz" Ayane como un personaje de Dead or Alive 2 con el que se asociaría. Mientras otorgaba el premio anual GameSpy E3 a Dead or Alive Ultimate en 2004, Raymond 'Psylancer' Padilla escribió: "Ayane debería ser mi nueva novia". Más tarde explicó: "Para ser honesto, siempre pensé que Ayane era una perra tensa con un chip enorme en el hombro. Siempre me arrepentí de Kasumi en su enemistad. Luego sucedió algo gracioso cuando vi el trailer de Dead or Alive Ultimate durante el E3 2004 Comencé a preocuparme por Ayane. Aprender más sobre su historia, su educación y la raíz de su enemistad con Kasumi me hizo cambiar de bando". Mike Fahey de Kotaku también se describió a sí mismo como "más de un tipo de hombre de Ayane". En 2005, ella fue descrita como su personaje favorito de Dead or Alive por James Mielke de 1UP.com. Presentando a Ayane como una "chica de videojuegos del día" en 2009, Chris Carle de IGN comentó: "Después de esa incómoda etapa gótica en en la escuela secundaria, no hay muchas personas que continúen moviendo los mechones violetas, pero Ayane es diferente... ella es lo suficientemente buena como para salirse con la suya". "Kayane", seudónimo de la jugadora profesional Marie-Laure Norindr proviene de una mezcla de "Kasumi" y "Ayane". Kayane dijo: "Ella tiene mucho carisma y es bonita. Está llena de ira pero de hecho tiene un corazón dulce. Creo que tiene la historia y la personalidad más interesantes del juego".
Ayane fue clasificada como el séptimo mejor ninja ficticio en una lista de 2009 por Fandomania. En 2010, Mikel Reparaz, de GamesRadar, calificó la aparición de los suyos, de Ryu y Momiji en Strikeforce como el 49 ° cameo de personajes "más impresionantes" en la historia del juego. En 2012, Gelo Gonzales, de FHM, incluyó a Ayane entre las nueve "chicas ninjas más sexys de los juegos", comentando que ella es "como Kasumi, solo que más de mal humor... casi tan punk como los ninjas se ponen, y lleva una La actitud de jodido fuera de mi lugar, comparándola con Ellen Adarna. En 2013, Jon Ledford de Sushi Arcade la incluyó entre los diez mejores videojuegos "ninjas" en todos sus roles, "ya sea que esté jugando voleibol, peleando con su hermana o ayudando a Ryu Hayabusa a salvar el mundo". En un artículo de 2015 "The Truth About Ninjas", Matthew Burns de Kotaku incluyó a Kasumi, Ayane y Mai Shiranui de The King of Fighters entre "los ninjas de dama "favoritos de los fanáticos".
Numerosas publicaciones comentaron el atractivo sexual de Ayane, que a menudo la incluyen entre los personajes femeninos más atractivos de los videojuegos. La revista española PlanetStation ubicó a Dead or Alive 2 entre los cinco juegos más atractivos de PlayStation para cualquier pelea entre Ayane y Kasumi. En 2000, la revista alemana Video Games presentó a Ayane en su artículo "Console Pageant", calificando su "VG Sexy Factor" con un 85%. En 2003, Bryan 'Sir Crossforge' Johnson la colocó colectivamente con las otras chicas Dead or Alive en el segundo lugar en la lista de "las mejores chicas de los juegos" de GameSpy. la incluyó como una de las 20 candidatas en una encuesta para obtener el título de Miss of the Video Game World (Miss Świata Gier) 2006. En 2011, Complex la clasificó como la decimocuarta "chica de sideline" de videojuegos más atractiva, "Kasumi es genial y todo, pero definitivamente preferimos el comportamiento frío y asesino de Ayane". Ese mismo año, Jeremy Render de Cheat Code Central la presentó entre los diez personajes de videojuegos femeninos más atractivos, donde Ayane compartió el puesto número seis con Hitomi. Junto con Hitomi, así como Kasumi y Leifang, Ayane se ubicó en el décimo lugar de la lista de "hotties de videojuegos" de la edición en español de IGN. En 2012, Kristie Bertucci de Gadget Review clasificó a este "ninja menor de edad que puede patear el trasero mientras usa ropa escasa" como el personaje de videojuego femenino "más caliente" del 19". También en 2012, Ayane y las otras chicas DOA fueron ubicadas colectivamente en el puesto número diez en la lista de las "mujeres más atractivas en videojuegos" por Complex. Ese mismo año en Polonia, Ayane fue incluida entre las 20 "chicas más sexys de los juegos" por Wirtualna Polska, así como entre las "heroínas del juego más sexys" del año por Interia.pl. Austin Wood, de Cheat Code Central, declaró a esta "una impresionante ninja con un estilo de lucha único" como el personaje de juego más sexy número uno de 2012 por su aparición en Razor's Edge, destacándola como un "personaje notablemente interesante dada la trama algo superficial del Ninja. Juegos de Gaiden".
En 2009, Gelo Gonzales de FHM la incluyó entre las nueve "chicas malas más sexys del mundo de los videojuegos", comentando que "con su linda apariencia de suplada, este ninja mortal pronto se convirtió en el pilar de la serie. Dead or Alive es uno de los pioneros de tecnología de rebote de tetas, y afortunadamente, Ayane tiene las curvas para aprovechar al máximo eso". Algunos también comentaron sus senos específicamente, como cuando Gavin Mackenzie de PLAY los bromeó para que fueran dos de las diez mejores cosas que uno podría esperar ver en Dead or Alive 5. Ayane y Rachel compartieron el séptimo lugar en la lista de "cofres más increíbles" de 2011 por División Joystick. En 2012, ZoominGames clasificó el seno de Ayane en Ninja Gaiden Sigma 2 como número uno en juegos. Una encuesta para la chica más erótica en la historia de los juegos de lucha llevada a cabo por el portal web japonés Goo hizo que Ayane e Ibuki de Street Fighter compartieran el 11°/12° lugar (de un total de 50 participantes) en 2016; fue sexta en 2018.

### Críticas y Controversias
La revista oficial de PlayStation (Australia) criticó la voz en inglés de Janice Kawaye al actuar en Ninja Gaiden Sigma, diciendo que "ella gime como una mocosa de ocho años en el show and tell". Az Elias de Cubed3 expresó su decepción por el papel limitado de Ayane en Warriors Orochi 3. La representación de Ayane por Natassia Malthe en la película DOA: Dead or Alive fue criticada por muchos fanáticos y críticos por igual (incluso cuando, antes del estreno, IGN declaró que "DOA es CALIENTE... y Nastassia Malthe lo demuestra"). Mikel Reparaz de GamesRadar apodó la versión cinematográfica de Ayane como Roger Moore escribió en Orlando Sentinel que el cabello morado de Malthe "hace que se vea aún menos japonesa que la actriz de Kasumi Devon Aoki", y UGO.com escribió sobre el papel de Malthe como Ayane: "Momento decisivo: Zzzzzzzz".
Algunos criticaron el atractivo visual del personaje, hasta alegatos de objetivación sexual. Al mencionar "el tema de los pases de gimnasio desbloqueables para Ayane" en 2002, la revista Edge afirmó que si bien "sigue oponiéndose a la censura de los videojuegos, la franquicia Dead or Alive ciertamente ha desafiado los límites del gusto en los juegos". En 2009, Joe Newman de GamesRadar clasificó la serie de los controversiales comerciales de Sigma 2 de Team Ninja, diseñados para llamar la atención sobre el hecho de que el "notoriamente pechugón" Ayane era un personaje jugable (uno de los cuales fue llamado Destructoid "lo mejor y lo peor que se haya creado"), como el cuarto anuncio de juego más descaradamente sexista de todos los tiempos, agrega: "Dios no permita que pase un momento en el que cualquier parte de su cuerpo pueda estar cubierta". El jefe post-Itagaki de Team Ninja, Yosuke Hayashi, rechazó las críticas y declaró en 2012: "Con la representación de personajes femeninos en la franquicia Dead or Alive, siempre hemos querido hacer que las chicas se vean lo más atractivas posible, y eso es todo. algo que no va a cambiar para nosotros en absoluto". Hayashi explicó: "Somos un desarrollador japonés, y estamos creando personajes femeninos con nuestro sentido común y nuestro sentido creativo. Cuando llevas eso a países fuera de Japón, en algunos casos suele ser muy mal interpretado, la gente lo considera. Sexista o despectivo, etc. El problema también fue desestimado en 2015 por el director creativo de Team Ninja, Tom Lee, quien dijo que, al igual que la mayoría de sus "fanáticos de todo el mundo, no comparten los mismos sentimientos" que sus críticos.
Al igual que con Kasumi, la edad de Ayane no se ha incluido en las versiones occidentales de los juegos para evitar una reacción violenta con respecto a los personajes retratados como menores; según Itagaki, la edad de Ayane en Ninja Gaiden "causaría problemas con la ESRB". Sin embargo, algunos medios de comunicación plantearon este problema y cuestionaron el grado de sexualización de la adolescente Ayane en los juegos (en Ninja Gaiden, a los jugadores de Sigma 2 se les dio control sobre el movimiento de sus senos mediante el uso del controlador del juego Sixaxis). de DestructoidJim Sterling ha expresado su preocupación acerca de cómo un personaje que supuestamente tiene 14 años (la edad de Sigma 2 de Ayane) tiene "grandes revueltas", además de bromear, estaba "preocupado de que esto ahora signifique que soy un pedófilo". En 2011, Nintendo of Europe decidió no distribuir Dead or Alive: Dimensions en Suecia (lo que también significaba que el juego no se lanzaría en Noruega y Dinamarca), aparentemente debido a una ley local de pornografía infantil que abarca el dibujo y Personajes animados (ya pesar de que la edad de consentimiento en Suecia es de solo 15 años). ABC News usó erróneamente la imagen de broma de GamesRadar sobre Ayane "con la cabeza de pterodactyl y las alas del jefe de Metroid Ridley" que se adjunta recientemente como ilustración de su artículo al informar sobre esta historia. Reaccionando a la prohibición nórdica, Sterling (escribiendo para GameFront) la llamó "un gran bulto de jailbait de grado A y agregó: ¿Asesinaría la fantasía de la base de fans si la chica fuera canónicamente? 21, a pesar de que todavía parece un adicto a las píldoras hormonales de once años? En cambio, las mujeres de 21 años de edad son designadas como mujeres "viejas" en los juegos japoneses, por lo general desempeñan un papel antagónico y villano en comparación con las adolescentes dulces, inocentes y sexualmente deseables". Además, escribió que su práctica propuesta de" aumentar la edad ser parte del proceso de localización, "además de ayudar a evitar" controversias tontas como las que hemos visto en Suecia, "tendría" el beneficio adicional de narraciones que son mucho más sensatas: tener a Ayane como un ninja consumado a los dieciséis años simplemente no lo hace tiene mucho sentido". Ayane se convirtió canónicamente en una joven de 18 años en Dead or Alive 5. Con respecto a los otros cambios en DOA5 Según Kotaku, el director Yohei Shimbori recibió una gran cantidad de "reacción de los fanáticos de la reducción de senos de Ayane". Anteriormente, uno de sus nuevos trajes para Dimensions había molestado a algunos fanáticos cuando se anunció el juego en 2010.
Ayane es un tema popular de los cómics eróticos dōjinshi no oficiales en los que a menudo tiene relaciones sexuales con Kasumi. A pesar de una advertencia del Equipo Ninja de que no se lanzarían más juegos de DOA para la PC si la comunidad modding lanzara mods de DOA5 que no están diseñados para un juego "bueno y moral", los modelos desnudos de Ayane fueron creados rápidamente por miembros del foro de iluminación lujuriosa. Ayane apareció a través de la serie animada por computadora de Monty Oum, Dead Fantasy desde el principio. Un mod de fan también llevó a Ayane a Ultra Street Fighter IV, asignándola a Ibuki, y otra quita el maquillaje de Ayane en DOA5 para que se vea más como lo hizo en DOA2.

## Apariciones

### Dead or Alive
- Dead or Alive: PlayStation
- Dead or Alive 2: PlayStation 2.
- Dead or Alive 2 Hardcore: PlayStation 2.
- Dead or Alive 3: Xbox.
- Dead or Alive Xtreme Beach Volleyball: Xbox.
- Dead or Alive Ultimate: Xbox.
- Dead or Alive 4: Xbox 360.
- Dead or Alive Xtreme 2: Xbox 360.
- Dead or Alive Paradise: PSP.
- Dead or Alive Dimensions: Nintendo 3DS.
- Dead or Alive 5: Xbox 360.
- Dead or Alive 5 Ultimate: Xbox 360.
- Dead or Alive 5 Last Round: Xbox 360, Steam.
- Dead or Alive Xtreme 3: PlayStation 4, PlayStation Vita, Nintendo Switch, Microsoft Windows.
- Dead or Alive Xtreme Venus Vacation: Microsoft Windows, Steam.
- Dead or Alive 6: Xbox One, PlayStation 4, Steam, Arcade.

### Ninja Gaiden
- Ninja Gaiden: Xbox
- Ninja Gaiden Black: Xbox, Xbox 360
- Ninja Gaiden Sigma: PlayStation 3, PlayStation Vita
- Ninja Gaiden II: Xbox 360
- Ninja Gaiden Sigma 2: PlayStation 3, PlayStation Vita
- Ninja Gaiden 3: PlayStation 3, Xbox 360
- Ninja Gaiden 3: Razor's Edge: Nintendo Wii U, PlayStation 3, Xbox 360

### Dynasty Warriors
- Dynasty Warriors Strikeforce: PlayStation 3, Xbox 360.
- Warriors Orochi 3: PlayStation 3, PlayStation 4, PlayStation Vita, Xbox 360, Xbox One

### Fatal Frame
- Fatal Frame: Maiden of Black Water: Nintendo Wii U